# Air Evac Lifeteam
Air Evac EMS, Inc., более известная под названием Air Evac Lifeteam или Air Evac — американская вертолётная авиакомпания, предоставляющая услуги санитарной авиации; крупнейшая в США компания подобного типа и крупнейшее дочернее предприятие компании Global Medical Response, предоставляющей услуги санитарной авиации. Центр компании расположен в городе О’Фаллон, штат Миссури. В распоряжении компании находятся более 140 баз в 15 штатах США, преимущественно в центральной и южной части страны.

## Краткая история
Компания Air Evac EMS, Inc. была основана в 1985 году для предоставления услуг санитарной авиации в районе плато Озарк. Её штаб-квартира изначально располагалась в городе Уэст-Плейнс в штате Миссури. В то время центры подобных компаний располагались в крупных городах, однако основатели Air Evac решили, что подобная услуга будет наиболее полезна жителям сельской местности, которым было очень далеко и долго добираться до ближайших больниц. Компания занималась преимущественно обслуживанием тех районов, где ощущалась нехватка подобной медицинской помощи
В 2008 году Air Evac Lifeteam прошла аккредитацию Комиссии по аккредитации систем медицинского транспорта, став при этом крупнейшей компанией санитарного транспорта, прошедшей такую аккредитацию.
С 2013 года штаб-квартира и диспетчерская служба (CenComm) компании находятся в городе О’Фаллон (штат Миссури).

## Деятельность компании
Air Evac Lifeteam — дочернее предприятие американского холдинга в области медицинского транспорта Global Medical Response со штабом в городе Льюисвилл (штат Техас). По состоянию на 2021 год у компании было свыше 140 баз (вертолётных площадок) в 15 штатах США — преимущественно в юго-восточной части США и в штатах Среднего Запада. По данным самой компании, с момента образования 1985 года она оказала помощь не менее чем 120 тысячам пациентов к 2002 году.
В 2022 году у компании открылась новая площадка для посадки вертолётов в Иллинойсе.

### Финансовая сторона
Согласно высказанному в июле 2019 года мнению судей Апелляционного суда восьмого округа США, в 2014 году средняя стоимость одной перевозки, осуществляемой компанией Air Evac, превышала 30 тысяч долларов США. В 2015 году медианная стоимость транспортировки любой американской компанией санитарной авиации составляла 10199 долларов США, в то время как с медицинской страховкой по программе Medicaid эта стоимость составляла 5998 долларов (по данным исследования 2017 года). В 2019 году президент компании Сет Майерс заявил, что более 70% перевозимых его компанией пациентов либо не имели никакой страховки, либо страховались по программе Medicare или Medicaid.
Помимо оплаты перевозок пациентами и помощи от государственных и частных программ здравоохранения, компания зарабатывает определённую часть средств с помощью программы членства, предоставляемой AirMedCare Network. В некоторых случаях оно предоставляет пациенту скидку на услуги компании.

### Сотрудники

#### Врачи
В компании работают более 600 санитаров и 600 парамедиков: на каждое задание отправляются одна медсестра и один парамедик. К кандидатам предъявляются высокие требования: врачи обязаны уметь оказывать экстренную помощь как взрослым, так и детям, а также обладать большим опытом. В компании для обучения санитаров и медиков активно используются симуляторы CAE Emergency Care. Управлением штатом медицинских сотрудников занимаются 15 директоров, каждый из которых отвечает за филиал компании Air Evac Lifeteam в том или ином штате.
Врачи Air Evac Lifeteam проводят регулярно практические занятия для студентов-медиков: в частности, в 2009 году они занимались со студентами медицинского факультета Университета Кэмпбеллсвилля, а в 2021 году вертолёт совершил посадку недалеко от средней школы Шерман (англ. Sherman High School), где проводился открытый урок деятельности экстренных служб.

#### Пилоты
Среднее время налёта каждого из пилотов Air Evac Lifeteam превышает 5700 часов, у каждого из них есть лицензия Федерального управления гражданской авиации. Все новые пилоты компании проходят трёхнедельное обучение с использованием продвинутых симуляторов Level 7 FTD, а с 2005 года и с помощью симуляторов Frasca 342 Helicopter Level 4 FTD (обучение на них проводится каждые 4 месяца). Также экипаж и врачи изучают приёмы оказания экстренной медицинской помощи пилоту во время полёта: в этом им помогают специалисты центров управления операциями (англ. operations control centers).

## Авиапарк и оборудование
В распоряжении авиакомпании Air Evac Lifeteam находятся более 150 вертолётов типа Bell 206 Long Ranger, оснащённых специальным медицинским оборудованием, а также вертолёты типов Bell 407, Airbus AS 350 и Eurocopter EC 130. Все вертолёты оснащены таким оборудованием, как системой автопилота и стеклянной кабиной Cobham HeliSAS, GPS-системой Garmin 650, дисплеем Garmin 500H или Garmin 1000 (для Bell 407), системой предупреждения о близости земли, навигационной аппаратурой типа ADS-B и FDMS, транспондером Becker Mode S и системой спутникового наблюдения SkyTrac, а также системами ночного видения Intellistart и ANVS 9.

## Происшествия
31 августа 2010 года в штате Арканзас разбился вертолёт Bell 206, принадлежавший Air Evac Lifeteam. Жертвами крушения стали три человека.